# Остров Бермуды
Бермуды (лат. Bermoothes Insula) — остров на Титане, крупнейшем спутнике Сатурна.

## География и геология
Центр имеет координаты 67°06′ с. ш. 317°06′ з. д. / 67,1° с. ш. 317,1° з. д.. Максимальный размер — 124 км. Окружён морем Кракена, крупнейшим из «морей» и «озёр» Титана. На снимках, переданных космическим аппаратом Кассини-Гюйгенс, остров выглядит светлым пятном на фоне тёмного моря Кракена, состоящего из жидкой смеси углеводородов с растворённым азотом и прочими примесями. На востоке остров омывается проливом Селдона. На западе, по-соседству с ним, находятся острова Хуфайдх. Обнаружен на снимках с космического аппарата «Кассини».

## Эпоним
Назван именем зачарованного острова в «Буре» Шекспира. Название было утверждено Международным астрономическим союзом в 2015 году.